# Za Górkami
Za Górkami – część wsi Ubyszów w Polsce, położona w województwie świętokrzyskim, w powiecie skarżyskim, w gminie Bliżyn.
W latach 1975–1998 Za Górkami administracyjnie należało do województwa kieleckiego.